# 島岡強
島岡 強（しまおか つよし、1963年08月17日（昭和38年8月17日） - ）は、1987年からタンザニアのザンジバル島を拠点に、漁業、運送、貿易、など地域振興の事業によってアフリカの人々の自立につながる活動をしている活動家。自らを革命家と呼ぶ。

## 革命家への道
島岡は子どものころから両親に革命家として育てられたという。
小学1年生のときにテレビで『柔道一直線』というドラマを観て、自分も強くなりたいと思って横浜にあった柔道場に通い始めた。中学校まで町道場に通い、高校と大学の途中まで柔道部だった。
17歳の時「これから革命家として本当に生きるためには一度死にに行かなければならない」「そこで死ねば天が必要としていないことだし、生きて帰れたら天が島岡を必要としている」と考えて、八甲田山に単独登山した。島岡は猛吹雪に遭遇し遭難しかけたが救助され助かった。島岡は「天と皆さんによって生かされたこの命を必ず世界の人々のために生かすことを誓う」と救助隊員に語ったという。
島岡は「一日一食」を基本にして自分が飽食に慣れることを戒めている。
島岡の父は「定職に就くな。日本で仕事をするな。免許や資格を取るな。ものを所有するな。結婚するな。」の5つの教えを言い聞かせたという。これは「志のために命をかけるなら、すべての束縛を絶つ覚悟がいる」ということであった。
19歳の時、愛媛大学を中退し1983年5月にナホトカ行きの船に乗りソ連に入国した。その旅では柔道着を持参し、訪れた国の道場で練習させてもらい柔道家と交流を深めた。その後も5年にわたりアフリカをはじめとして54カ国を回る旅を通して世界情勢を知っていった。

## 由美子との出会い
1982年の夏に島岡は北海道利尻島のユースホステルで由美子と出会った。島岡が「俺の志はアフリカの革命だ」「俺はもうすぐ日本を出て、革命に命をかける」と語るのを聞いて、由美子は「そうか、この人は何かが違うと思ったけど、もうすぐ外国に行って死んでしまう人だったんだな」と、その時の印象を書いている。その後、由美子は大学を出て幼稚園教諭となったが、島岡との交流は続き1987年に結婚した。

## ザンジバルを拠点とする

Flag of Zanzibar

1987年に島岡は妻の由美子とともにタンザニアに渡った。ザンジバル島に落ち着きそこで知り合ったタンザニア人と協力しながら漁船「カクメイジ号」を作り漁師となった。当時のザンジバルは社会主義で外国人に対して閉鎖的だったが、島岡の「失業率の高いアフリカの人々に、少しでも仕事の場をつくるため」という話に理解を示した市長の協力を得て1年4ヶ月かけて就労ビザを取得できた。しかし、その後もザンジバル政府に警戒され約6年にわたって秘密警察の監視下にあった。1988年3月にカクメイジ号が完成し、島岡の事業の第一歩が始まった。現在ではカクメイジ号は数隻に増え、多くのタンザニア人に就労機会を与えている。

## 国外退去命令を受ける
カクメイジ号建造の傍ら、ザンジバルの若者の依頼を受けて、島岡は柔道の道場を開いた。当時のザンジバルでは格闘技は禁止されていたので砂浜での秘密道場だった。しかし、わずか2ヶ月で秘密警察によって摘発され閉鎖となった。島岡は国外退去命令を受けたが、市長の取りなしで何とか取り消しとなった。島岡の漁業に関してもザンジバル水産省から「外国人のローカル漁業は認めない」と通告された。島岡はこれらの弾圧にも動じないで、正論で押し通した。

## ザンジバルに柔道を根付かせる
一度は秘密警察に柔道を禁止されたが、1992年にザンジバル政府文部省スポーツ局から、島岡を柔道のナショナルコーチに迎えたいと依頼があり、島岡の柔道は正式に認められた。1993年9月1日に青空道場が開かれ、その後徐々に柔道着や畳が増え、電灯もついて暗くなっても練習ができるようになった。2002年4月にザンジバル武道館が完成した。武道館完成後はタンザニアチームの一員として国際大会にも参加するようになった。2009年と2013年にはザンジバル柔道連盟が東アフリカ柔道大会のホストとなった。2019年世界柔道選手権大会(東京開催)では、タンザニアチームの監督として選手とともに来日した。
その後、柔道の弟子たちが柔道を続けながら生活できるように、ザンジバルに整体マッサージとティンガティンガ・ギャラリー「ヤワラ」をオープンし、柔道家たちが運営にあたっている。これは年に一度ずつ5年にわたって日本の整体師がザンジバル武道館でセミナーを開いて指導した結果である。現在では弟子たちが育って道場を開くようになり、自分たちの力で後輩を育成していくようになりつつある。島岡はザンジバル柔道連盟名誉会長、東アフリカ柔道連盟理事、ザンジバル武道協会総帥、タンザニアナショナルコーチ、全柔連国際委員会在外委員を勤めている。
島岡が柔道を通して教えてきたのは礼節と自他共栄の精神、畳に立てば誰でも平等であること、植民地根性をから脱却し、精神面でもプライドを持って自立していくことである。
近年はザンジバル政府から野球とソフトボールの立ち上げを依頼され、ゼロからの普及という事業にも取り組んでいる。

## アフリカ製品輸出プロジェクト
1999年に島岡はタンザニア製品の輸出プロジェクトを立ち上げた。タンザニアから製品を輸出することで外貨を稼ぎ、その外貨を回して援助に頼らないで国を豊かにしていくためであった。島岡は長年愛飲してきたインスタントコーヒー「アフリカフェ」を輸出製品に選んだ。ちょうど国の専売制度が終わり、コーヒー販売が自由化されたタイミングだった。島岡はタンザニアのタニカ社を指導して、日本に輸出できる品質のインスタントコーヒーを作らせた。2000年の春にアフリカフェが日本に初めて届き、貿易が始まった。その後、輸出製品は紅茶、カンガと増えていった。現在ではアフリカ製品輸入元・株式会社バラカとして発展している。

## ティンガティンガの紹介
2005年にタンザニのダルエスサラーム郊外のティンガティンガ村のアーティストたちから、日本にティンガティンガアートを広めてほしいという依頼があった。島岡はティンガティンガ村に足繁く通って絵画を買い付け、日本に紹介して売る事業を始めた。2008年から毎年、名古屋で「ティンガティンガ展」を開き展示販売を行った。2010年からは横浜でも展示販売を行うようになった。島岡らは日本各地で定期的に展示即売会を開いてタンザニアのアーティストを育て、日本に作家を招待することで、タンザニア人アーティストが世界に通用するチャンスを掴んでいくことを目的に活動を続けている。また、大阪市と京都市寺町にはバラカのギャラリー＆ショップの店舗があり、多くの作品を見ることができる。

## 島岡の言葉に見る思想
- 志（こころざし）とは、自分は何をするためにこの世に生まれてきたのか、世の中のためにいったい何ができるのかという自分への問いかけに対する答だよ。[30]。
- 俺の志はアフリカ独立革命だ。俺はそのために天命を受け生かされている[31]。
- 俺は生まれたときから両親に革命家として育てられてきた[31]。
- 「1日1食」、アフリカの飢えた10億人の民を何とかしようと志している俺が、飽食に慣れてどうする。平和な日本にいながらも、精神的にも肉体的にも常にハングリーな状態を保ち、志に向かって魂を磨くことが大事なんだ[32]。
- 「先憂後楽」、世の中の誰より先に憂い、世の中の誰よりも後で楽しむ、ただそれだけのことさ[33]。
- 妻の由美子に対して、俺の言うことをまともに聞いて、正面から質問し、俺を理解しようとした女はおまえが初めてだ。今までまわりのやつらはほとんど、俺のことを変人扱いしてきたからな[34]。
- アフリカ諸国すべてが援助に頼る姿勢から脱皮したときにこそ、初めてアフリカは独立したと言えるんだ。俺はそれをやるために生きている[35]。